# Sarragachies
Sarragachies – miejscowość i gmina we Francji, w regionie Oksytania, w departamencie Gers.
Według danych na rok 1990 gminę zamieszkiwało 271 osób, a gęstość zaludnienia wynosiła 21 osób/km² (wśród 3020 gmin regionu Midi-Pyrénées Sarragachies plasuje się na 793. miejscu pod względem liczby ludności, natomiast pod względem powierzchni na miejscu 892.).